# Субпрефектура Сан-Мигел-Паулиста

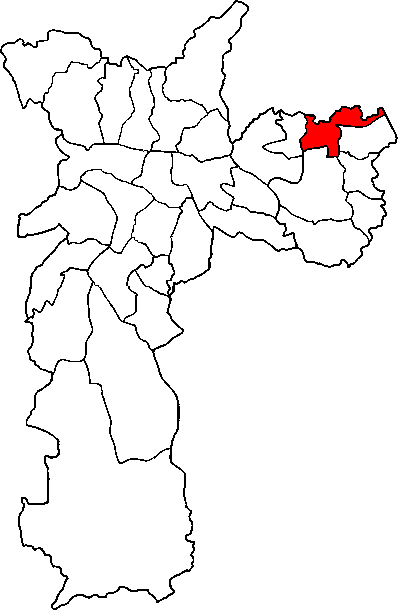
Субпрефектура Сан-Мигел-Паулиста на карте Сан-Паулу

Субпрефектура Сан-Мигел-Паулиста (порт. Subprefeitura de São Miguel Paulista) — одна из 31 субпрефектур города Сан-Паулу, находится в восточной части города. Общая площадь 24,3 км². Численность населения — 410 514 жителей.
В составе субпрефектуры Сан-Мигел-Паулиста 3 округа:
- Сан-Мигел-Паулиста (São Miguel Paulista)
- Вила-Жакуи (Vila Jacuí)
- Жардин-Елена (Jardim Helena)